# Kanadas antiterroristlag
The Canadian Anti-Terrorism Act antogs av Kanadas liberala regering som en respons på 11 september-attackerna 2001 i USA. Den 18 december 2001 fick lagen giltig status som Bill C-36. Denna lag är av liknande art som Patriotic Act i USA. Politiker som opponerade sig mot lagen var bland andra Marjory LeBreton, David Paciocco och Andrew Telegdi.

## Externa webbsidor
- Department of Justice, Canada: The 2001 Bill C-36 as passed
- Designated terrorist groups
- Air India families urge Dion to rethink Liberal stance on anti-terrorism act